# 前嶋信次

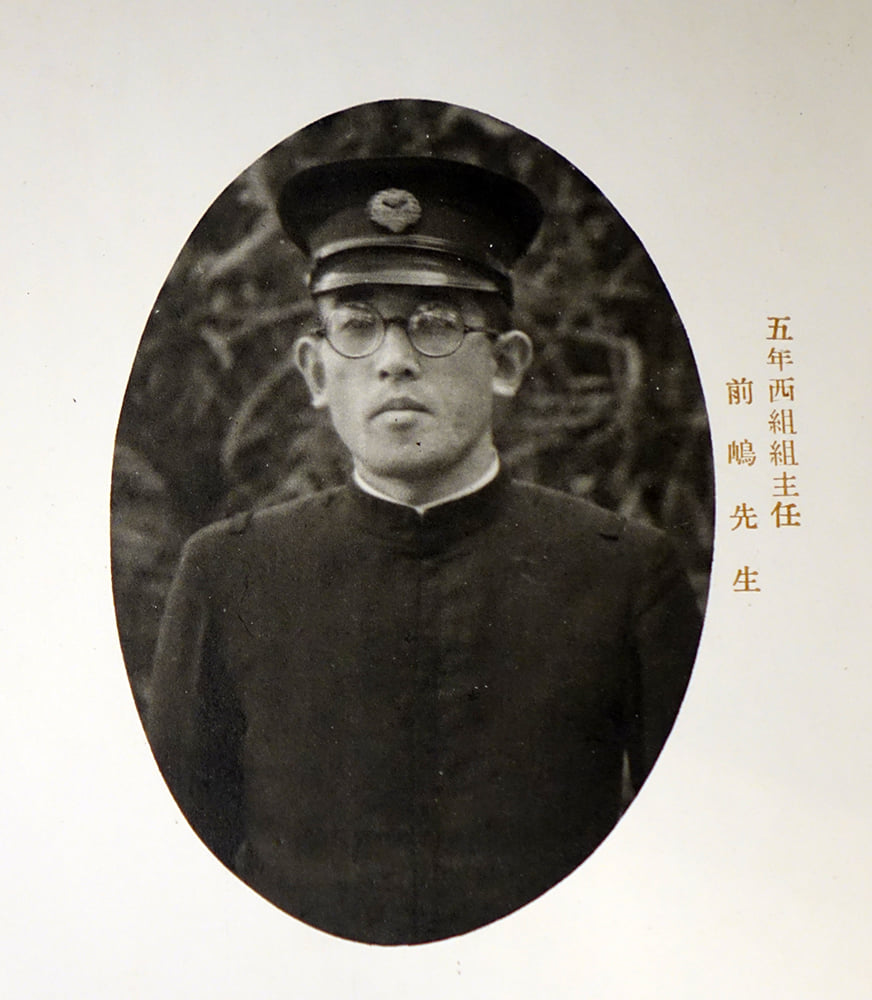
前嶋信次肖像

前嶋信次（日语：／、1903年7月20日—1983年6月3日）是日本伊斯蘭史、東方史學家、東方學者。曾任臺北帝國大學助手、台南第一中學校（今南二中）教諭。

## 生平
前嶋信次於明治三十六年（1903年）出生於今山梨縣笛吹市八代町一個漢醫家庭，原名前島信次。歷經山梨縣立日川高等學校，1921年進入東京外國語學校法語科就讀，畢業後於1924年進入東京帝國大學文學部東洋史學科，受藤田豐八影響。大學畢業論文的題目是《在西域唐與大食之關係》（西域における唐と大食との關係）。
昭和三年（1928年），藤田豐八出任甫成立的臺北帝國大學文政學部部長與文政學部史學科東洋史講座的教授，由於藤田的關係，前島東京帝大畢業後便擔任臺北帝大東洋史講座的助手，開啟他的臺灣時代。1929年藤田豐八去世，臺北帝大東洋史講座教授由原來的助教授桑田六郎升任，助教授的職缺出缺。1932年青山公亮升為助教授，前島信次離開臺北。
昭和七年（1932年），前島信次至臺南擔任州立台南第一中學校歷史科主任教諭。在南一中教諭期間，認識臺灣本土學者石暘睢。昭和八年（1933年）夏天，前島信次以「關於鄉土歷史、傳說、迷信」為該年學生暑假作業的主題，其中一位學生小林悅郎以石馬傳說為作業。前島信次將此事告知野田八平後，野田八平與臺南一中教頭鹽塚勝之、前島信次、錦町坂本寫真館主坂本憲章及石暘睢5人，一起探查傳說答案。同年11月12日於新豐郡永康庄園地發現五尺高的石柱，然後在石柱不遠處雜草發現被沙土掩埋的墳墓，以及鄭其仁墓的墓碑。並在地下六尺處發現一隻石馬，長六尺、高四尺，重1500餘斤。:76-77
昭和十五年（1940年），滿鐵東亞經濟調查局透過在該局任職的臺北帝大史學科畢業生中村孝志傳達，邀請前嶋到此工作，結束他的臺灣時代。
戰時，前嶋信次任職南滿洲鐵道東亞經濟調查局。戰後的1951年～1971年，擔任慶應義塾大學教授，研究介紹伊斯蘭史。對日本伊斯蘭協會、日本東方學會的設立營運有相當貢獻，致力於日本伊斯蘭學的研究發展。

## 著書一覽
- 『空海入唐記』 誠文堂新光社、1983年
- 『日持上人の大陸渡航　宣化出土遺物を中心として』 誠文堂新光社、1983年
- 『前嶋信次著作選』　杉田英明編、平凡社東洋文庫全4巻、2000年

- 『1．千夜一夜物語と中東文化』
- 『2．イスラムとヨーロッパ』
- 『3．〔華麗島〕　台湾からの眺望』
- 『4．書物と旅　東西往還』

## 關連項目
- 大川周明
- 井筒俊彦

## 外部連結
- 陳榮聲，前嶋信次其人其事(上) （页面存档备份，存于），臺灣與海洋亞洲。
- 陳榮聲，前嶋信次其人其事(上) （页面存档备份，存于），臺灣與海洋亞洲。